# Unified Communications
Unified Communications (UC) (englisch für „vereinheitlichte Kommunikation“), oft auch Real-Time Communication (RTC) (englisch für „Echtzeitkommunikation“) genannt, ist ein Marketing-Begriff und beschreibt die Integration von Kommunikationsmedien in einer einheitlichen Anwendungsumgebung. Die Idee hinter Unified Communications ist, durch eine Zusammenführung aller Kommunikationsdienste und die Integration mit Präsenzfunktionen, wie sie aus Instant Messengern bekannt sind, die Erreichbarkeit von Kommunikationspartnern in verteilter Arbeit zu verbessern und so geschäftliche Prozesse zu beschleunigen. UC kann als Erweiterung von Unified Messaging verstanden werden; Letzteres bezieht sich auf die Nachrichtenintegration in einem Portal und damit auf asynchrone Medien, während UC die Integration synchroner Medien zum Ziel hat.

## Hintergrund
Verteilte Arbeit in Teams und Projekten ist oftmals gekennzeichnet durch schlechte Erreichbarkeit der Teammitglieder und das Fehlen der so genannten Context Awareness, in der Teamarbeit (CSCW), dem Wissen für das, was andere Teammitglieder tun oder ob sie erreichbar sind.
Darüber hinaus ist die Kommunikation am Arbeitsplatz heute häufig komplex und dominiert durch Unterbrechungen und Störungen. Gleichzeitig steigt die Anzahl verfügbarer Medien und Geräte, die dem durchschnittlichen Anwender zur Verfügung steht. Das Paradoxe an dieser Situation ist, dass trotz erweiterter Kommunikationsmöglichkeiten sich die Erreichbarkeit weiter verschlechtert, während die Komplexität weiter steigt.
UC als technische Lösung der genannten Probleme
Unified Communications Systeme (auch Real-Time Communication-Systeme genannt) werden von ihren Herstellern als Antwort auf die oben beschriebene Situation positioniert. Diese Systeme sind das Ergebnis der Konvergenz von Groupware, neuen Kommunikationsmedien (VoIP und Instant Messaging) und Informations- und Kommunikationstechnik (IKT). Es handelt sich um integrierte Kommunikationsinfrastrukturen, die die Verbesserung der Kommunikation zwischen Menschen zum Ziel haben.
Die Hersteller versprechen eine Entlastung beim Management der eigenen Kommunikation (und deren Komplexität), die Verbesserung der Erreichbarkeit in verteilter Arbeit und mehr Awareness für die Erreichbarkeit (Stichwort Präsenz).

## UC-Bausteine
Unified Communications als Technologie und Konzept lässt sich in vier Teilbereiche unterteilen, d. h., es gibt vier Kernfunktionalitäten, die in Kombination das ausmachen, was landläufig mit Unified Communications beschrieben wird. Offen ist dabei, ob man nur dann von UC sprechen sollte, wenn Lösungen alle vier Bereiche unterstützen, oder ob die vier Bereiche eher als Bausteine zu sehen sind, die den UC-Markt beschreiben, wobei Hersteller einzelne Bausteine anbieten können.

### Medienintegration
UC basiert auf der Idee der Medienintegration, d. h. der Integration von (insbesondere synchronen) Medien mittels einer logischen, technischen Steuerungsschicht. Hierdurch soll der Nutzer bei der Verwaltung von Kommunikationsmedien und Geräten je nach Kontext entlastet werden. Dabei basiert UC technisch auf IP-Technologie, kann aber auch traditionelle und mobile Telekommunikationsgeräte und Anlagen (Stichwort ISDN, GSM und PSTN) einbinden.
Ein regelbasiertes Managementsystem unterstützt den Anwender bei deren Verwaltung und bei der Auswahl der jeweils in einer Situation geeigneten Medien.
Eine logische Steuerungsschicht sorgt dafür, dass eingehende Kommunikationsvorgänge automatisch auf die vom Anwender situativ bevorzugten und gerade verfügbaren Endgeräte weitergeleitet werden. Hierfür müssen die Medien (Text, Audio, Video), Geräte (Mobiltelefon, IP-Telefon etc.) und Softwareclients (Instant-Messenger, Video- und Audioclients) im UC-System registriert konfiguriert sein. Die hinterlegten Regeln können komplex sein: Sie können sich auf einzelne Anrufer, auf Tageszeiten und verschiedene Endgeräte beziehen.

### Präsenzinformation
Präsenzinformationen sind aus Instant-Messaging-Tools bekannt; sie signalisieren dort durch ein entsprechendes Icon die Erreichbarkeit eines Kontakts. In einem verteilten Arbeitskontext fehlen traditionelle Signale, wie die physische Anwesenheit und die Körpersprache von Rezipienten, die die Verfügbarkeit für die Kommunikation signalisieren. Das Ziel von UC-Systemen ist es, diese mangelnde Awareness durch technisch vermittelte Signalisierung auszugleichen. Die geschaffene Awareness durch Präsenzinformationen soll so helfen, das Management der Erreichbarkeit in Gruppen zu verbessern.
Im Unterschied zu Instant-Messaging kann UC wesentlich komplexere Formen der Signalisierung ermöglichen. So kann der Präsenzstatus einerseits detailliert auf Geräteebene ermittelt und dargestellt werden; so kann ein Initiator einsehen, ob ein Empfänger gerade z. B. per Telefon erreichbar ist. Darüber hinaus kann der Präsenzstatus von Personen auf Gruppenebene aggregiert oder an beliebige Objekte (z. B. Dateien) in anderen Software-Anwendungen angehängt werden. Ein Präsenzstatus auf Gruppenebene ermöglicht es z. B. gezielt über die Erreichbarkeit aller Gruppenmitglieder informiert zu werden, wenn z. B. eine Telefonkonferenz einberufen werden soll.

### Kontextintegration
Den vollen Nutzen entfalten UC-Lösungen erst, wenn sie in den Arbeitskontext der Anwender integriert werden. Eine solche Integration meint z. B. die Bereitstellung von Präsenzinformation in Drittanwendungen und Prozessen und die Möglichkeit, direkt aus Drittanwendungen (ERP, CRM etc.) eine Kommunikation auslösen zu können. Die Idee ist, dass wann immer der Name eines im UC-System registrierten Nutzers in der Anwendung auftaucht (z. B. als Autor eines Dokumentes), dort auch der Präsenzstatus angezeigt wird und per Klick eine Kommunikation ausgelöst werden kann. Hierzu wird die Anfrage an das UC-System übergeben und z. B. eine IP-basierte Videokonferenz aufgebaut.
Zweitens meint die Kontextintegration eine Integration des Arbeitskontexts in der umgekehrten Richtung: Die Verknüpfung von relevanten Daten, Werkzeugen und Prozessen mit der Kommunikation. Ein Beispiel hierfür ist das automatische Bereitstellen von Kundendaten bei eingehender Kommunikation durch den Kunden. Ruft der Kunde z. B. über seinen im System hinterlegten Telefonanschluss an, bekommt der angerufene die Kundendaten auf seinem Monitor angezeigt. Dies ist vor allem in Call-Centern eine wichtige Arbeitserleichterung, da alle Informationen über den bisherigen Kundenkontakt direkt verfügbar sind und nicht erneut erfragt werden müssen.

### Weitere Kooperationsfunktionen
Als vierter Baustein ist die Anreicherung der Kommunikation in UC mit Kooperationsfunktionen zu nennen. Die Idee hierbei ist, dass aus Real-Time Communication auf diese Weise Collaboration wird. Dies wird auch als E-Collaboration bezeichnet. Typische Kooperationsfunktionen, die systemseitig hinzugeschaltet werden können, sind: Web-Conferencing, interaktives Whiteboard und Application-Sharing. Auf diese Weise wird z. B. eine Ad-hoc-Zusammenarbeit an Dokumenten aus dem Arbeitskontext heraus ermöglicht.

## Bekannte Anbieter von UC
Die Anbieter von UC-Lösungen haben unterschiedliche, historisch gewachsene technische Hintergründe. Die relevanten Bereiche sind dabei vor allem Netzwerkelemente (etwa Router, Switches), Telefonanlagen und IT-Anwendungen (etwa Groupware, Office-Suiten). Da die einzelnen Anbieter, bis auf Cisco, nicht alle notwendigen Elemente für eine UC-Lösung aus einer Hand liefern können, sind sie einerseits auf Zusammenarbeit angewiesen. Andererseits konkurrieren sie mit zum Teil sehr ähnlichen Lösungen. Der Markt ist daher stark von Coopetition geprägt.
Zu den bekannten UC-Anbietern gehören:
- A1 Telekom Austria
- Aastra Technologies Limited
- Alcatel-Lucent Enterprise
- Arkadin
- Avaya
- Cisco
- Damovo
- Deutsche Telekom
- Hewlett-Packard
- IBM
- IPAustria
- Microsoft
- Mitel Deutschland
- NFON AG
- Nortel Networks
- Novell
- Oracle
- Panasonic
- Plantronics
- QSC AG
- Ricoh
- Unify (früher Siemens Enterprise Communications)
- Vodafone

Je nach technischem Hintergrund der Anbieter verfolgen sie bei Entwicklung und Umsetzung ihrer UC-Lösungen unterschiedliche Strategien. Beispielsweise legt Cisco als Netzausrüster einen Schwerpunkt auf netzbasierte Dienste. Für traditionelle Anbieter von TK-Anlagen wie Panasonic, Unify oder Avaya sind Nebenstellenanlage und Sprachkommunikation nach wie vor wesentliche Teile ihres UC-Portfolios. Netzbetreiber wie beispielsweise A1 Telekom Austria, Colt Technology Services, Swisscom, T-Systems International (Deutsche Telekom) oder Verizon bieten UC als Hosting-Lösungen an.

## Online-Literaturquellen
- Picot, Arnold; Riemer, Kai; Taing, Stefan (2008): Unified Communications, in: Enzyklopädie der Wirtschaftsinformatik
- Riemer, Kai; Frößler, Frank (2007): Introducing Real-Time Collaboration Systems: Development of a Conceptual Scheme and Research Directions, in: Communications of the Association for Information Systems (CAIS), Volume 20, 2007, pp. 204-225.
- Riemer, Kai (2007): Präsenzbasierte Echtzeitkommunikation - Eine prototypbasierte Untersuchung der Nutzbarkeit im Unternehmensberatungskontext, in 8. Internationale Tagung Wirtschaftsinformatik, Karlsruhe, 28.02.-02.03.2007.
- Yedwab, D. (2007). "What Does UC Mean?" Telephony,  May 2, 2007, pp. 40. (Memento vom 6. Oktober 2008 im Internet Archive)